# Hans-Joachim Laesicke

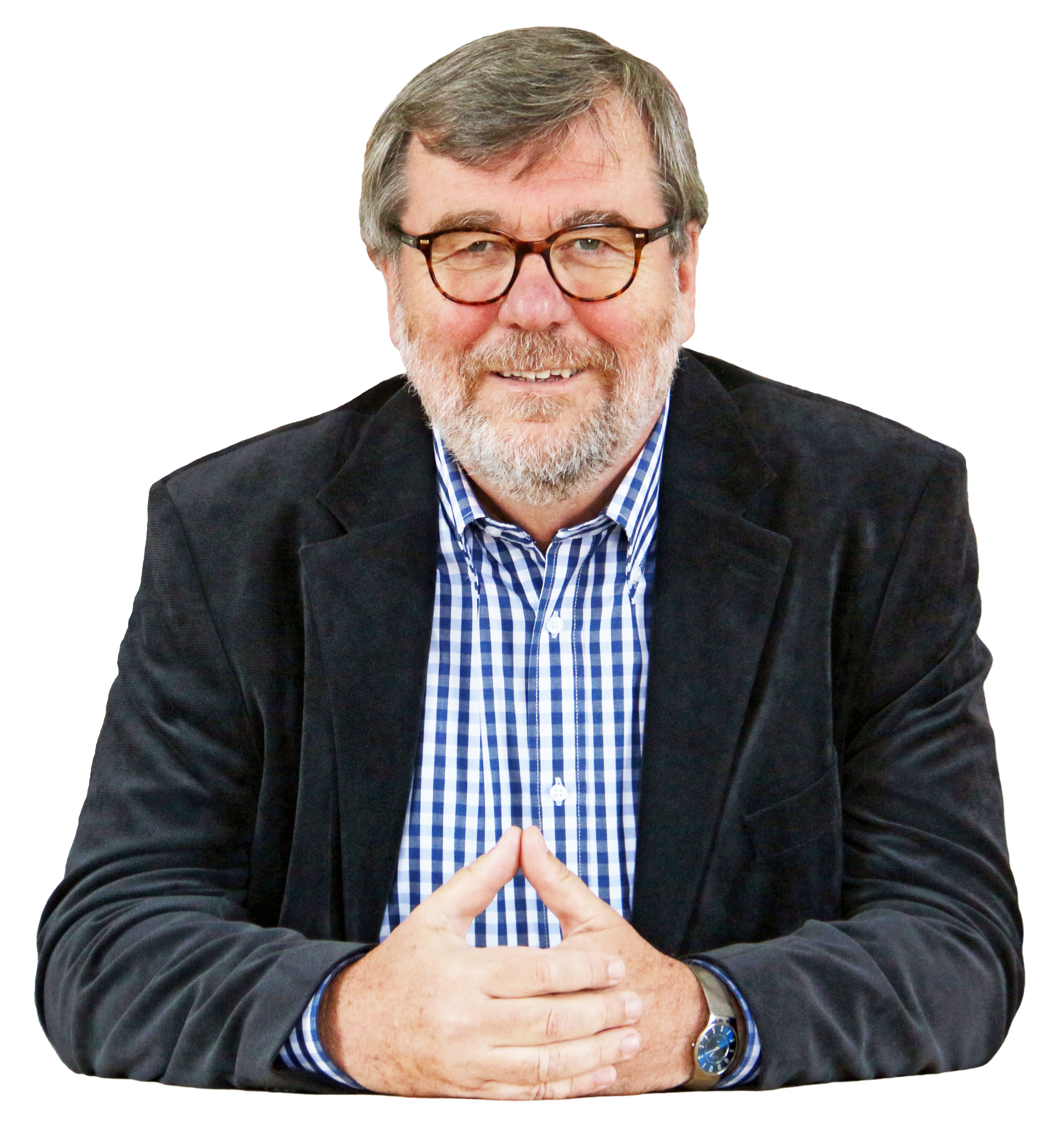
Hans-Joachim Laesicke (2014)

Hans-Joachim Laesicke (* 31. März 1954 in Eberswalde) ist ein deutscher Politiker. Von 1993 bis 2018 war er hauptamtlicher Bürgermeister von Oranienburg.

## Leben
Geboren 1954 in Eberswalde und aufgewachsen in Britz, legte Laesicke 1972 in Eberswalde das Abitur ab. 1978 beendete er erfolgreich sein Studium der Rechtswissenschaft an der Martin-Luther-Universität Halle-Wittenberg. Von 1978 bis 1982 arbeitete Laesicke in der Rechtsabteilung der Deutschen Außenhandelsbank AG in Berlin. Anschließend war er bis 1990 als Justiziar für das Tiefbaukombinat Potsdam in Oranienburg tätig.
Laesicke trat im Oktober 1989 der Bürgerbewegung Neues Forum bei und wurde im Januar 1990 Mitglied der Sozialdemokratischen Partei Deutschlands (SPD). Bei den Ergebnissen der ersten freien Kommunalwahlen in der DDR 1990 wurde er in die Stadtverordnetenversammlung von Oranienburg gewählt, der er ununterbrochen fast 28 Jahre  bis zu seinem Ausscheiden aus der Kommunalpolitik angehörte. In der konstituierenden Sitzung der Stadtverordnetenversammlung im Juni 1990 erfolgte seine Wahl zum stellvertretenden Bürgermeister der Stadt Oranienburg und gleichzeitig zum Ersten Beigeordneten, Stadtkämmerer sowie Wirtschafts- und Rechtsdezernenten.
Bei der ersten Bürgermeisterdirektwahl im Land Brandenburg wurde er im ersten Wahlgang am 5. Dezember 1993 zum hauptamtlichen Bürgermeister von Oranienburg gewählt. Aus den folgenden Bürgermeisterwahlen der Jahre 2001 und 2009 ging er ebenfalls bereits im ersten Wahlgang siegreich hervor.
Insbesondere die Veranstaltung der Ausstellung „Onder den Oranjeboom“ im Jahr 1999, an deren Eröffnung die niederländische Königin Beatrix und der deutsche Bundespräsident Johannes Rau teilnahmen, die museale Nutzung des Oranienburger Schlosses seit 2001 sowie die Umgestaltung des Schlossumfeldes anlässlich der Landesgartenschau im Jahr 2009 werden zu seinen Diensten gezählt. Als Würdigung seines Wirkens für die „Bewahrung des niederländischen Oraniererbes“ in Oranienburg zeichnete der König der Niederlande Laesicke als Ritter des Ordens von Oranien-Nassau aus.
Am Ende seiner Wahlperiode übergab er das Amt des Bürgermeisters von Oranienburg am 8. Januar 2018 an seinen Sohn Alexander Laesicke, der die Bürgermeisterwahl 2017 für sich entscheiden konnte; Hans-Joachim Laesicke war nicht mehr angetreten. Im September 2018 erklärte er seinen Austritt aus der SPD.